# Комито
Комито (грч.    умрла после 528. године нове ере) била је византијска глумица, ћерка Акација „чувара медведа“, старија сестра царице Теодоре и Анастасије. Преко Теодоре, Комито је била снаја цара Јустинијана I. Тајна историја Прокопија је главни извор о њој. Комито помињу и Јован Малала, Теофан Исповедник и Георгиос Кедренос.

## Живот
Њен отац, Акакије, био је дресер медведа у Хиподромској фракцији Зелених у Цариграду . Њена мајка, чије име није забележено, била је плесачица и глумица. Након очеве смрти, њена мајка је довела своју децу са венцима на хиподром и представила их као молитеље гомили. Већина информација из овог најранијег дела њеног живота потиче из Тајне Прокопијеве историје, објављене постхумно. Критичари Прокопија (чији рад открива човека који је озбиљно разочаран својим владарима) одбацили су његов рад као веома пристрасан извор, језив и порнографски, али нису били у стању да дискредитују неке од његових чињеница.
Прокопије приповеда:
„Он [цар Јустинијан I] је узео жену: а на који начин је она рођена и одгајана и, удата за овог човека, разорила Римско царство до самих корена, сада ћу испричати. Акакије је био чувар дивљих звери коришћених у амфитеатру у Цариграду ; припадао је фракцији Зелених и добио је надимак Медведочувар. Овај човек се за време Анастасијеве владавине разболео и умро, оставивши три ћерке по имену Комита, Теодора и Анастасија: од којих најстарија није имала још седам година. Његова удовица је узела другог мужа, који је са њом преузео обавезу да одржава Акацијеву породицу и професију. Али Астеријус, плесни мајстор Зелених, пошто га је други подмитио, одузео им је ову дужност и доделио је човеку који му је дао новац. Јер мајстори плеса су имали моћ да расподељују положаје како су желели.“ 
Историчар Џејмс Алан Еванс примећује да су се радње животиња појавиле као улазнице између трка кочија. Радно место тренера животиња за различите фракције често је прелазило са оца на сина. Али Акакије није оставио сина и други муж његове удовице је имао слабије право на положај.
„Када је ова жена видела народ окупљен у амфитеатру, ставила је ловорове венце на главе својих ћерки и у њихове руке, и послала их да седе на земљи у ставу молилаца. Зелени су равнодушно посматрали овај неми апел; али Плави су били подстакнути да деци дају једнаку функцију, пошто је њихов сопствени чувар животиња управо умро. Када су ова деца постала девојачке, њихова мајка их је поставила на локалну позорницу, јер су била поштена за гледање; испратила их је, међутим, не све у исто време, већ како јој се чинило да је свака достигла одговарајућу старост. Комито је, заиста, већ постала једна од водећих хетера [проститутки високе класе] тог дана.“
Еванс примећује да је Теодора касније фаворизовала Плаве као царица, што би могло да укаже на то да су они заслужили њену лојалност спасавањем њене породице од претње незапослености и сиромаштва. „Теодора, друга сестра, обучена у малу тунику са рукавима, као робиња, чекала је Комито и пратила је носећи на раменима клупу на којој је њена омиљена сестра обично седела на јавним скуповима.

### Брак
Јован Малала бележи да се Комито удала за генерала Ситаса 528. године. Брак бележе и Теофан и Кедрен. Ситас и Комито су можда родитељи Софије, која ће наследити Теодору на месту византијске царице. Софија је забележена као Теодорина сестричина. Не зна се да ли се Анастасија икада удавала.